# Ассоциация мини-футбола Украины

Эмблема Ассоциации мини-футбола Украины

Ассоциация футзала Украины (укр. Асоціація футзалу України) — всеукраинская общественная спортивная организация, основанная 9 марта 1993 года.

## История
До того, как была создана Ассоциация мини-футбола Украины, руководителем мини-футбола в республике был Александр Хандрыга. До 1991 года Хандрыга был членом комитета по мини-футболу Федерации футбола СССР (председатель комитета Семён Андреев), а после этого возглавил Союз мини-футбольних клубов Украины,
9 марта 1993 года в Днепропетровске в конференц-зале гостиницы «Рассвет» проходила установочная конференция по созданию Ассоциации мини-футбола (футзала), на которой президентом Ассоциации мини-футбола (футзала) был избран Геннадий Лисенчук, на один голос опередивший другого кандидата — директора завода «Красный Профинтерн» Евгения Цымбала. Лисенчук возглавлял АМФУ на протяжении почти двадцати лет, и покинул пост лишь в конце 2012 года. Временно исполняющим обязанности главы АМФУ стал Юрий Сорочик.
В марте 2013 года на очередной конференции АМФУ президентом ассоциации был избран Сергей Владыко.
Первым вице президентом с 2001 по апрель 2021 года был Братусь Владимир Иванович. Он автор книги «Страницы истории футзала в Украине» (2013) и соавтор «Футзал як вид спорту в Українi» (2021).

## Турниры
Под эгидой ассоциации регулярно проводятся следующие турниры:
- Чемпионат Украины по мини-футболу,
- Кубок Украины по мини-футболу,
- Чемпионат Украины по мини-футболу среди женщин,
- Любительская лига мини-футбола Украины

Помимо этого, в состав ассоциации входит Украинская детско-юношеская футзальная лига (УДЮФЛ), занимающаяся проведением детско-юношеских соревнований по мини-футболу.